# Drăguțești (gmina)
Drăguțești – gmina w Rumunii, w okręgu Gorj. Obejmuje miejscowości Cârbești, Dâmbova, Drăguțești, Iași-Gorj, Tâlvești i Urechești. W 2011 roku liczyła 4996 mieszkańców.